# Michel Ocelot
Michel Ocelot (Villafranca, 27 ottobre 1943) è un regista, sceneggiatore e animatore francese.

## Filmografia

### Lungometraggi
- Kirikù e la strega Karabà (Kirikou et la Sorcière) (1998)
- Principi e principesse (Princes et Princesses) (2000)
- Kirikù e gli animali selvaggi (Kirikou et les Bêtes Sauvages) (2005)
- Azur e Asmar (Azur et Asmar) (2006)
- Les contes de la nuit (2011)
- Kirikou et les hommes et les femmes (2012)
- Dilili a Parigi (Dilili à Paris) (2018)
- Il faraone, il selvaggio e la principessa (Le Pharaon, le Sauvage et la Princesse) (2022)

### Mediometraggi
- Ivan Tsarévitch et la princesse changeante (2016)

### Cortometraggi
- Les trois inventeurs (1980)
- Les filles de l’égalité (1981)
- La légende du pauvre bossu (1982)
- Les quatre vœux (1987)
- Les contes de la nuit (1992)
  - Bergère qui danse
  - La belle fille et le sorcier
  - Le prince des joyaux

Questi cortometraggi, non inclusi in serie TV o film a episodi, sono stati tutti ripubblicati nel cofanetto DVD uscito in Francia Les trésors cachés de Michel Ocelot.

### Serie televisive
- Les aventures de Gédéon (1976)
- La princesse insensible (1984)
- Ciné Si (1989)
- Dragons et Princesses (2010)

### Documentari
- Beyond Oil (1981)

### Video musicali
- Earth Intruders, per Björk (2007)

## Riconoscimenti
- 1983 – Premi César[2]
  - Miglior cortometraggio d'animazione per La légende du pauvre bossu
- 2008 – Festival internazionale del cinema di Bratislava
  - Premio Klingsor alla carriera
- 2019 – Premi César[3]
  - Miglior film d'animazione per Dililì a Parigi
- 2022 – Festival internazionale del film d'animazione di Annecy[4]
  - Cristal onorario